# Disney's Donald Duck: Goin' Quackers
Donald Duck: Goin' Quackers!, conhecido como Donald Duck: Quack Attack na Europa, é um jogo de platforma desenvolvido pela Disney Interactive e publicado pela Ubisoft Montreal para Windows e vários consoles.
Um jogo completamente diferente com o mesmo título foi lançado para o Game Boy Color, assim como para o Game Boy Advance, sendo que para este último recebeu o título de Donald Duck Advance.
A jogabilidade é semelhante com a de Crash Bandicoot. As fases alternam entre a perspectiva de 2D e 3D. A história é focada em Pato Donald em sua aventura de salvar Margarida do malvado feiticeiro Merlock.
O jogo recebeu criticas razoáveis para positivas, com os críticos elogiando a música, os cenários e animações, mas criticando sua curta duração, e o fato de ser principalmente para o público mais jovem.
O jogo também marca por ser um dos últimos jogos desenvolvidos para o Nintendo 64, e por ser um dos títulos de lançamento do PlayStation 2.

## Jogabilidade
A jogabilidade de Goin' Quackers é muito semelhante com a de Crash Bandicoot, requisitando que o jogador passe por vários cenários dentro das 24 fases em 4 salas de teletransporte — das quais teletransporta o jogador para as fases do jogo. O tema das 4 fases são os de uma floresta, uma cidade (provavelmente "Duckburg"), uma casa assombrada, e o templo de Merlock. Pato Donald deve se esquivar de vários inimigos e obstáculos no decorrer das fases para que no final possa derrotar os chefes de cada uma das salas. Há também fases extras das quais Pato Donald deve ultrapassar um urso, um carro, uma mão desmembrada e uma estátua Moai, respectivamente. A perspectiva do jogo muda de 2D (side-scrolling) para uma perspectiva 3D. Refazer as fases para derrotar Gastão, dá ao jogador algumas vantagens no jogo.
O jogador possui uma quantidade limitada de vidas que podem ser aumentadas encontrando itens especiais. Cada vida da a oportunidade a Donald ser tocado duas vezes pelo inimigo; a primeira vez que isso acontece, ele fica fica irritado, e no mesmo instante, fica frenético e invencível por alguns segundos; na segunda vez, ele perde uma vida. Donald pode vestir algumas roupas, sendo que cada uma delas possui uma animação única quando se está parado (como a de Donald tirando fotos do lugar quando estiver vestido como um turista).

## História
O jogo começa com Pato Donald, Gastão e Professor Pardal assistindo a repórter Margarida em sua descoberta do misterioso templo do malvado feiticeiro Merlock. Enquanto ela conta a história, é raptada por Merlock. O arqui-inimigo de Pato Donald, Gastão, diz que vai encontrar ela primeiro que Donald, usando a nova invenção do Professor Pardal, o "sistema de teletransporte por tubo". No entanto, a máquina não possui poder suficiente para colocar eles no templo de uma vez, e para fazer essa funcionar, Donald deve embarcar na aventura de restaurar o poder da máquina. Durante a aventura, ele deve competir com Gastão, reverter o feitiço que Merlock colocou nos brinquedos de Huguinho, Zezinho e Luisinho, e derrotar vários chefes, incluindo os Irmãos Metralha e a Maga Patalójika.
No final, Donald consegue encontrar Merlock; ele o derrota e resgata Margarida. O templo entra em colapso, mas o Professor Pardal consegue trazer eles de volta para o laboratório, onde Donald recebe um beijo de Margarida por ter salvado ela.

## Chefes
- Bernadette the Chicken: Uma galinha que planeja esmagar Donald.
- Irmão Metralha: O segundo chefe do jogo. Ele usa um guindaste com uma bola de ferro.
- Maga Patalójika: Uma maga que invoca abóboras e usa magia elétrica.
- Mago Merlock: No começo, ele vira um monstro e começa a perseguí-lo.

## Desenvolvimento
A versões do jogo, inclusive as de PlayStation 2 e Nintendo GameCube foram desenvolvidas, respectivamente, entre os anos de 2000 e 2002 pela Ubisoft Montreal em colaboração com a Disney Interactive como uma homenagem a Carl Barks, que morreu no mesmo ano de lançamento das versões de Nintendo 64, Game Boy Color, Dreamcast, PlayStation, PlayStation 2 e Windows. As versões de Nintendo 64, Dreamcast, Windows e PlayStation foram feitas em cima de uma versão optimizada do motor gráfico de Rayman 2: The Great Escape. A trilha sonora do jogo foi composta por Shawn K. Clement.

## Diferenças entre as versões
Há grandes diferenças entre as diversas versões do jogo. As versões lançadas para PlayStation 2 e para o Nintendo GameCube foram feitas do zero, utilizando um motor gráfico totalmente novo, fases novas, e conteúdo exclusivo, como por exemplo, a capacidade de Donald obter movimentos novos, isto é, a possibilidade de fazer certas animações - através de várias combinações - após pular em três inimigos, sendo considerada mais uma continuação do que um remake. No entanto, os temas das fases e história são os mesmos, e o jogo ainda mantem a estética de fases que alternam entre 3D e 2D.
As versões de Dreamcast, Windows e PlayStation são quase idênticas com a do Nintendo 64, se diferenciando mais pelos gráficos, e por algumas exclusividades. A versão para PlayStation, por exemplo, possui vídeos animados feitos em CGI, ao contrário da versão do Nintendo 64, onde foram utilizadas animações em tempo real(devido ao cartucho do console não ter memória suficiente para suportar essas cutscenes que havia nas outras versões). Estes vídeos também foram utilizados nas versões de Windows e Dreamcast.
A versão de Game Boy Color possuía muitas diferenças das demais: uma delas é que a versão possuía 21 fases divididas nos 4 mundos, sendo 16 fases normais, 4 de chefes e 1 secreta e exclusiva da versão, que é a Dimensão D (D Dimmension), sendo que para a desbloquear é necessário que o jogador colete todas 16 plantas de construção (Blueprints), pois é através delas que o Professor Pardal conseguirá abrir o portal para a Dimensão D, onde aprisionará Merlock. Algumas das músicas desta versão são baseadas nas das versões de console de mesa e PC. Um exemplo é a música da última cutscene do jogo é uma versão masterizada da primeira fase de Patópolis(Duckburg), First Avenue da versão de Dreamcast e PC.

## Recepção
Donald Duck: Goin' Qu@ckers! recebeu avaliações razoáveis. O crítico Jon Thompson do site Allgame analisou a versão de PlayStation 2, comentando que "é um jogo fácil e competente, que não vai te incomodar pois tudo é muito divertido".
Gerald Villoria da GameSpot elogiou a música da versão do jogo para Nintendo GameCube, dizendo que são "criativas" e "enérgicas", mas criticou a curta duração do jogo.
Craig Harris da IGN elogiou os gráficos do jogo em sua versão para Game Boy Color, citando a "impressionante" movimentação dos personagens e os "lindos" cenários, embora também ficou insatisfeito com a curta duração do jogo.
Gerald Villoria também foi responsável por analisar a versão de Dreamcast; ele achou que as sequências feitas em computação gráfica são "ótimas", e que a animação dos personagens é "fluida" e "perfeita". Ele também comentou que, respectivamente, design e fases são muito mais divertidas na versão para Dreamcast que nas do Nintendo 64 e PlayStation 2. Embora ele acredite que as versões de PlayStation e Dreamcast possuam semelhanças, ele disse que a versão de Dreamcast sofre um pouco, já que não possui a funcionalidade de golpes especiais.
Cory D. Lewis da IGN avaliou a versão para Nintendo 64, comentando que o jogo consegue se adequar melhor em jogadores mais jovens e que vai aborrecer os jogadores mais velhos. Ele também assinalou que mesmo que a versão para Nintendo 64 reutiliza uma versão otimizada do motor gráfico de Rayman 2, os visuais de Goin' Quackers não se comparam com o jogo de um ano antes. Todavia, Cory elogiou os "objetos coloridos" e as animações.
A versão para PlayStation foi analisada por Adam Cleveland, também da IGN, que achou o jogo "um bocado divertido". Ele apontou que os chefes são criativos e divertidos, mas extremamente simples e oferecem pouco desafio. Este resumiu a análise introduzindo que "Embora possa ser curto e fácil, possui o conteúdo certo".